# Quận Allen, Ohio
Quận Allen là một quận thuộc tiểu bang Ohio, Hoa Kỳ. Quận lỵ đóng ở Lima6. 
Dân số theo điều tra năm 2000 của Cục điều tra dân số Hoa Kỳ là 108.473 người.

## Địa lý
Theo Cục điều tra dân số Hoa Kỳ, quận này có diện tích 1047 km2, trong đó có 6 km2 là diện tích mặt nước.